# سی و پنجمین دوره کتاب سال جمهوری اسلامی ایران
سی و پنجمین دوره جایزه کتاب سال جمهوری اسلامی ایران و بیست و پنجمین دوره جایزه جهانی کتاب سال با حضور حسن روحانی، رئیس‌جمهوری ایران چهارشنبه ۱۸ بهمن ۱۳۹۶ در تالار وحدت برگزار شد.

#### برگزیدگان
| بخش               | شاخه             | نام کتاب                                                                     | پدیدآورنده(ها)                                                                                 | مشخصات کتاب                             | عنوان جایزه  |
| ----------------- | ---------------- | ---------------------------------------------------------------------------- | ---------------------------------------------------------------------------------------------- | --------------------------------------- | ------------ |
| کلیات             | کلیات            | تاریخ و تحول نشر: درآمدی به بررسی نشر کتاب در ایران از آغاز تا آستانه انقلاب | تألیف: عبدالحسین آذرنگ                                                                         | خانه کتاب                               | برگزیده      |
| فلسفه و روانشناسی | فلسفه غرب        | بی‌دولتی، دولت، آرمان‌شهر                                                      | نویسنده: رابرت نوزیک مترجم: محسن رنجبر                                                         | مرکز                                    | شایسته تقدیر |
| فلسفه و روانشناسی | فلسفه غرب        | نوشتار و تفاوت                                                               | نویسنده: ژاک دریدا مترجم: عبدالکریم رشیدیان                                                    | نی                                      | شایسته تقدیر |
| دین               | کلیات اسلام      | تأسیس الشیعهٔ الکرام لعلوم الاسلام                                            | تألیف: سید حسن صدر کاظمی عاملی تحقیق: الشیخ محمدجواد محمودی تعلیق و مراجعه: سید عبدالستار حسنی | مؤسسه کتابشناسی شیعه                    | برگزیده      |
| دین               | کلام             | دلائل الصدق لنهج الحق                                                        | تألیف: محمد حسن المظفر تحقیق: مؤسسه آل البیت لاحیاءالتراث                                      | مؤسسه آل البیت علیهم‌السلام لاحیاءالتراث | برگزیده      |
| دین               | سیره معصومین     | الصحیح من سیرهٔ الامام علی                                                    | تألیف: سید جعفر مرتضی عاملی                                                                    | مرکز نشر و ترجمه علامه سید جعفر عاملی   | برگزیده      |
| علوم کاربردی      | پزشکی            | طب تنفس                                                                      | تألیف: پرویز واحدی                                                                             | نگاران سبز                              | برگزیده      |
| علوم کاربردی      | پزشکی            | ضربه‌های جمجمه و مغز                                                          | تألیف: یعقوب ترسلی                                                                             | ختن                                     | برگزیده      |
| علوم کاربردی      | مهندسی کشاورزی   | ارزیابی غیرمخرب درختان سرپا                                                  | تألیف: سعید کاظمی‌نجفی                                                                          | دانشگاه تربیت مدرس، مرکز نشر آثار علمی  | برگزیده      |
| علوم کاربردی      | مواد و معدن      | ترکیب اطلاعات، رویکردی نوین جهت تصمیم گیری در زمین شناسی، مهندسی معدن و نفت  | تألیف: بهزاد تخم چی، محمد لطفی، حمید صیفی، مریم سادات حسینی                                    | مرکز نشر دانشگاه صنعتی امیر کبیر        | شایسته تقدیر |
| هنر               | کلیات هنر        | دائرةالمعارف هنر                                                             | تألیف: رویین پاکباز                                                                            | فرهنگ معاصر                             | برگزیده      |
| هنر               | هنرهای تجسمی     | شاهکارهای هنری در آستان قدس رضوی                                             | تألیف: مهدی صحراگرد                                                                            | آستان قدس رضوی، مؤسسه آفرینش‌های هنری    | برگزیده      |
| هنر               | نمایشنامه        | ائوریپیدس: پنج نمایشنامه                                                     | نویسنده: ائوریپیدوس مترجم عبدالله کوثری                                                        | نی                                      | شایسته تقدیر |
| هنر               | موسیقی           | شناخت هنر موسیقی: سماع ردیف، شامل ۱۸ دفتر                                    | مجید کیانی                                                                                     | کیانی                                   | شایسته تقدیر |
| ادبیات            | تاریخ و نقد ادبی | پرسش‌های بوطیقای داستایفسکی                                                   | نویسنده: میخائیل باختین مترجم: سعید صلح‌جو                                                      | نیلوفر                                  | شایسته تقدیر |
| ادبیات            | تاریخ و نقد ادبی | این خیابان سرعت‌گیر ندارد                                                     | تألیف: مریم جهانی                                                                              | نشر مرکز                                | برگزیده      |
| ادبیات            | تاریخ و نقد ادبی | بی‌کتابی                                                                      | تألیف: محمدرضا شرفی خبوشان                                                                     | مؤسسه فرهنگی هنری شهرستان ادب           | برگزیده      |
| تاریخ و جغرافیا   | تاریخ و جغرافیا  | اطلس تاریخ بنادر و دریانوردی ایران                                           | تألیف: محمدباقر وثوقی و منصور صفت‌گل                                                            | سازمان بنادر و دریانوردی                | برگزیده      |